# Richard Irving (Regisseur)
Richard Irving (* 13. Februar 1917 in New York City als Irving Israel; † 23. Dezember 1990 in San Diego, Kalifornien, Vereinigte Staaten) war ein US-amerikanischer Filmproduzent und Fernseh-Regisseur. Bis 1979 wirkte Irving als einflussreicher Vizepräsident von Universal Television. Als Regisseur inszenierte Irving u. a. die ersten beiden Columbo-Filme Mord nach Rezept (1968) und Lösegeld für einen Toten (1971) sowie den Pilotfilm von Der Sechs-Millionen-Dollar-Mann (1973).

## Leben und Wirken
Irving begann seine Laufbahn als Dialog-Trainer bei der Filmproduktionsfirma RKO, trat 1941/42 in einigen Theaterstücken am Broadway in New York auf (Boudoir, They Should Have Stood in Bed und die Musik-Revue This Is the Army) und stand anschließend, noch während des Zweiten Weltkriegs, in der Verfilmung von This Is the Army erstmals auch vor der Kamera. Nach 1945 wurde er regelmäßig mit zum Teil winzigen Nebenrollen besetzt, wechselte aber bereits wenig später, nachdem er zwischen 1949 und 1951 mehrere Kinokurzfilme inszeniert hatte, zum noch in der Entwicklung befindlichen Fernsehen.  
Irving wurde schließlich einer der wichtigsten Mitbegründer vom Universal-Studios-Ableger  Universal Television. Bis 1979 diente Irving Universal Television als Vizepräsident und war damit hinter Universal-Television-Präsident Sid Sheinberg der zweitwichtigste Mann beim mit Abstand bedeutendsten Fernsehproduktionsunternehhmen der USA. Bei Universal produzierte, respektive inszenierte Irving eine Unzahl einzelner Episoden von unterschiedlich populären Serien der 1950er bis 1980er Jahre, darunter Stars Over Hollywood, Campbell Playhouse, Soldiers of Fortune, State Trooper, Mike Hammer, The Name of the Game und zuletzt Quincy. 
Irvings enormes Output umfasst vor allem seit Beginn der 1960er Jahre auch fürs Fernsehen produzierte Spielfilme, darunter der 1967 entstandene Kriminalfilm Mord nach Rezept, mit dem er den bis dahin nur mäßig bekannten Schauspieler Peter Falk in seiner  Paraderolle Columbo zu Weltruhm verhalf. Mord-nach-Rezept-Co-Star Gene Barry erhielt auch in Irvings nächster Fernsehinszenierung die Hauptrolle in der Agenten- und Kriminalgeschichte Istanbul Expreß. Der vor Ort in Europa gedrehte Film wurde von Irving mit internationalen Stars wie Senta Berger und Werner Peters besetzt. Allein in den ersten sechs Monaten des Jahres 1971 war Irving für 36 Produktionen bei Universal Television verantwortlich. 1973 inszenierte Irving für den Sender ABC den Film Der sechs Millionen Dollar Mann, die Pilotfolge der gleichnamigen, beliebten Science-Fiction-Serie mit Lee Majors.
Auch bei der Entstehung von Revue Productions, einer Tochterfirma von MCA Universal TV, war Irving behilflich. Mit einer Folge zur Serie Airwolf beendete Richard Irving 1985 seine langjährige Regiekarriere. Unmittelbar zuvor hatte er unter dem Titel Raoul Wallenberg – Eine Heldengeschichte ein zweiteiliges Fernsehporträt über den schwedischen Retter der Budapester Juden 1944/45, Raoul Wallenberg, produziert.
Richard Irving erhielt zwischen 1969 und 1986 insgesamt vier Primetime-Emmy-Nominierungen. Der Vater einer Tochter und eines Sohnes, starb unmittelbar vor Weihnachten 1990 an den Folgen einer Herzoperation in einem Krankenhaus im südkalifornischen San Diego. Seine Nichte ist die Schauspielerin Amy Irving, die Ex-Frau von Steven Spielberg.

## Filmografie (Auswahl)
Als Schauspieler (Kinofilme)
- 1943: This Is the Army
- 1946: Das Wunder von Manhattan (Miracle on 34th Street)
- 1947: Violence
- 1948: Flucht ohne Ausweg (Raw Deal)
- 1948: Rebellion im grauen Haus (Canon City)
- 1949: Der blonde Tiger (Too Late for Tears)
- 1949: Sumpf des Verbrechens (Scene of the Crime)
- 1949: Kesselschlacht (Battleground)
- 1949: Borderline
- 1950: Bunco Squad
- 1950: Flying Disc Man from Mars
- 1951: Die Spur führt zum Hafen (The Mob)
- 1951: Gangster unter sich (Behave Yourself!)
- 1951: On Dangerous Ground
- 1952: Woman in the Dark

Als Fernsehregisseur
- 1949: Dog of the Wild (Kinokurzfilm-Regie)
- 1950: Pal, Canine Detective (Kinokurzfilm-Regie)
- 1950: Pal, Fugitive Dog (Kinokurzfilm-Regie)
- 1951: Stars Over Hollywood (Serie)
- 1951–1952: Hollywood Opening Night (Serie)
- 1952: Campbell Playhouse (Serie)
- 1952–1953: Chevron Theatre (Serie)
- 1952–1953: Biff Baker, U.S.A. (Serie)
- 1953–1955: The Pepsi-Cola Playhouse (Serie)
- 1954–1956: Studio 57 (Serie)
- 1955–1957: Soldiers of Fortune (Serie)
- 1958: Mike Hammer (Serie)
- 1956–1959: State Trooper (Serie)
- 1960: The Tall Man (Serie)
- 1960: Coronado 9 (Serie)
- 1967: Mord nach Rezept (Prescription: Murder)
- 1968: Istanbul Expreß (Istanbul Express)
- 1970: Breakout
- 1970: Columbo: Lösegeld für einen Toten (Ransom for a Dead Man, zweiter Columbo-Film)
- 1971: Cutter
- 1973: Der Sechs-Millionen-Dollar-Mann (The Six Million Dollar Man)
- 1975: The Art of Crime
- 1977: Exo-Man
- 1983: Johnny Blue
- 1984: The Jesse Owens Story

Als Fernsehproduzent oder -herstellungsleiter
- 1951: The Adventures of Kit Carson (Serie)
- 1957–1959: State Trooper (Serie)
- 1965–1967: Laredo (Serie)
- 1967: Mord nach Rezept (Prescription: Murder)
- 1968: Istanbul Expreß (Istanbul Express)
- 1970: Breakout
- 1970: Columbo: Lösegeld für einen Toten (Ransom for a Dead Man)
- 1971: Nur ein Spiel (A Little Game)
- 1971: Cutter
- 1971: Die Abenteuer des Nick Carter (Adventures of Nick Carter)
- 1972: Der Hund von Baskerville (The Hound of the Baskervilles)
- 1973: Der sechs Millionen Dollar Mann (The Six Million Dollar Man)
- 1973: In der Falle – Angriff der Killerhunde (Trapped)
- 1974: Auf eigene Gefahr (Newman’s Law)
- 1974: Sidecar Racers
- 1975: The Art of Crime
- 1976: Solange die Liebe lebt (Dark Victory)
- 1977: Exo-Man
- 1977–1978: Quincy (Serie)
- 1980: Masada (Mehrteiler)
- 1983: Johnny Blue
- 1984: Die letzten Tage von Pompeji (The Last Days of Pompeii, Mehrteiler)
- 1985: Raoul Wallenberg – Eine Heldengeschichte (Wallenberg: A Hero’s Story)